# Conops apicalis
Conops apicalis är en tvåvingeart som beskrevs av Krober 1915. Conops apicalis ingår i släktet Conops och familjen stekelflugor.
Artens utbredningsområde är Etiopien. Inga underarter finns listade i Catalogue of Life.